# 戰利品狩獵

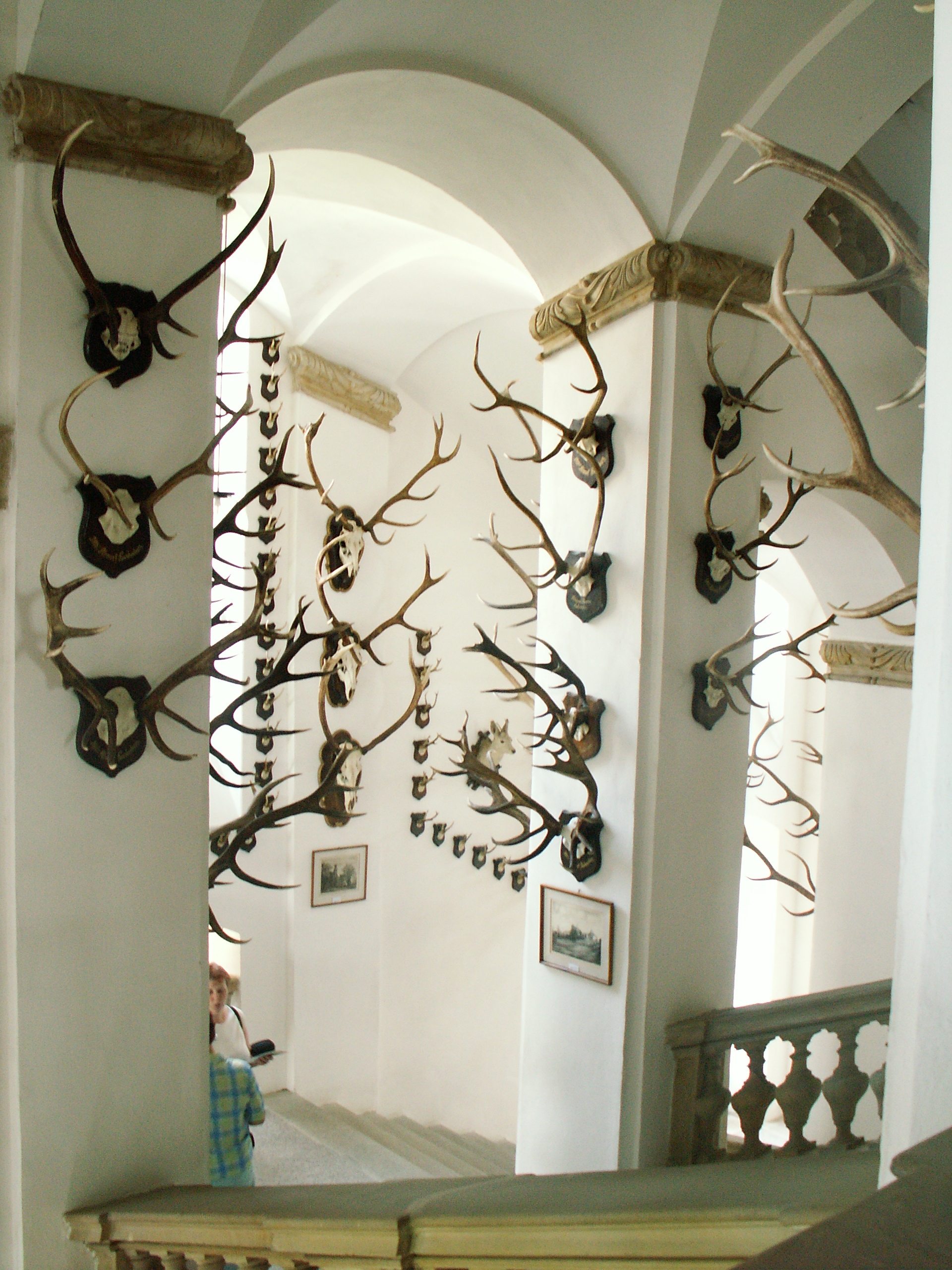
列支敦士登家族在捷克乌索夫的法式城堡里收藏的动物遗骸战利品

戰利品狩獵，泛指任何以收集動物遺體做为收藏和展示的戰利品为目的、以便炫耀社会地位和吹嘘个人技能成就的休閑狩獵活動；在嚴格定義上，該詞是指一種野生動物利用的特定及選擇性法定形式，其中包含付費狩獵體驗及給予狩獵者獲得獎盃（戰利品）的機會。

## 外部連結

### 閱讀資料
- Should We Kill Animals to Save Them? - National Geographic （页面存档备份，存于）